# Is This It
Is This It — дебютный студийный альбом американской рок-группы The Strokes, выпущенный в 2001 году. Был записан в студии Transporterraum в Нью-Йорке под руководством продюсера Гордона Рафаэла и издан на мейджор-лейбле RCA Records. Лонгплей достиг 2-й строчки в хит-параде Великобритании и добрался до 33-й позиции в чарте Billboard 200 на родине музыкантов — в США. Впоследствии альбом был отмечен «платиновым» сертификатом в ряде стран. В поддержку диска было выпущено три сингла: «Hard to Explain», «Last Nite» и «Someday», которые имели локальный успех на радио.
Во время записи Is This It музыканты стремились придать альбому естественное звучание и свести к минимуму использование студийных технологий. Опыт работы над EP The Modern Age позволил группе формировать большинство композиций на основе живых дублей, записываемых по ходу сессий; в свою очередь, автор текстов Джулиан Касабланкас отдавал предпочтение сюжетам о жизни и отношениях городской молодёжи. По окончании работы над Is This It группа отправилась в международное турне, приуроченное к выходу пластинки. Впоследствии поводом для скандала послужила слишком откровенная фотография, размещённая на обложке, в США её заменили на более абстрактное изображение. Также в американской версии альбома был изменён трек-лист, причиной послужили террористические акты 11 сентября.
The Strokes, тепло принятые музыкальной прессой за сочетание гаражного рока и мелодичного поп-звучания, получили хорошие отзывы от критиков и были успешны в финансовом отношении. Is This It хвалили за харизму и ритм, который часто сравнивали с произведениями андеграундных групп 1970-х годов. Is This It считается ключевым альбомом по силе влияния на формирование последующих альтернативных групп, а также одной из важнейших записей по степени воздействия на музыкальную индустрию начала XXI века. Он фигурирует во многих списках «Лучших альбомов 2000-х годов», в том числе заняв первое место в опросе журнала NME и второе — в аналогичном списке Rolling Stone.

## Предыстория

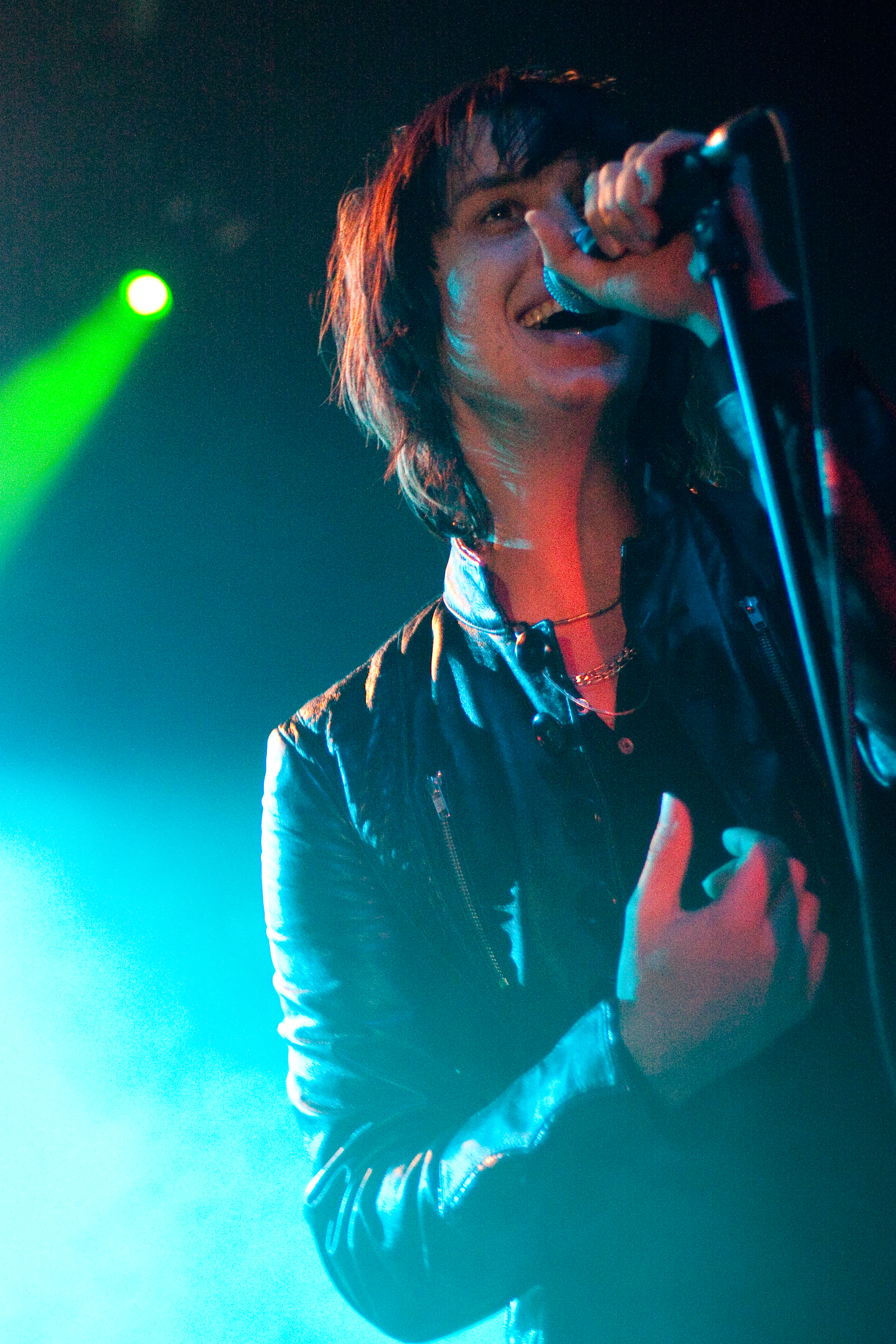
Джулиан Касабланкас — фронтмен группы и автор всех текстов дебютной пластинки

В 1997 году группа The Strokes состояла из вокалиста Джулиана Касабланкаса, гитариста Ника Валенси, басиста Николая Фрайтура и барабанщика Фабрицио Моретти. Благодаря отчиму Касабланкаса, а также старшим братьям Фрайтура и Моретти квартет познакомился с музыкой регги — Боба Марли, прото-панком (The Velvet Underground) и альтернативным роком (Jane’s Addiction). Рассказывая о периоде формирования стиля группы, Моретти отмечал: «Наша музыка звучала как The Doors, но пыталась походить на классическую. Мы все учились музыке и пытались писать песни, и когда мы совмещали сочинённый материал — получалась смесь совершенно безумных идей, которые нам казались очень крутыми». В 1998 году в Нью-Йорк переехал Альберт Хаммонд-младший, который знал Касабланкаса со времён обучения в швейцарской школе-интернате. Он присоединился к The Strokes в качестве второго гитариста. Его приход стал своеобразным катализатором музыкальной и эмоциональной эволюции группы.
Вплоть до 2000 года музыканты несколько раз в неделю репетировали в небольшом помещении, помимо этого, подрабатывая на полставки. Осенью того же года их демозапись привлекла внимание Райана Джентлза, промоутера нью-йоркского клуба Mercury Lounge. В декабре он организовал для The Strokes четыре концерта на сцене своего заведения. При поддержке продюсеров Джей Пи Боуэрсока и Гордона Рафаэла группа записала три песни, которые позже были выпущены на их дебютной пластинке: «The Modern Age», «Last Nite» и «Barely Legal». Знакомство с этим материалом сильно впечатлило руководство британского инди-лейбла Rough Trade Records, которое решило выпустить его в мини-альбоме под названием The Modern Age в январе 2001 года. Релиз был очень положительно воспринят музыкальной прессой, и на волне успеха The Strokes отправились в аншлаговый тур по Великобритании, после чего провели ещё один гастрольный тур у себя на родине — играя на разогреве у альтернативных рок-групп Doves и Guided by Voices. Весной 2001 года Джентлз уволился из клуба, чтобы стать полноценным менеджером The Strokes, и в марте после долгой войны предложений между издателями группа подписала контракт с мейджор-лейблом RCA Records.

## Запись
«Я просто хотел писать музыку, которая найдёт отклик в людях. Если ты уже пишешь песни, достаточно сыграть несколько аккордов и спеть мелодию, которую до тебя пели тысячи раз, и вот ты уже автор-исполнитель. Однако, думаю, чтобы получилось что-то значимое, нужно сделать немного больше. Хотелось бы мне написать песню, где будут работать все компоненты. Когда вы слышите такое произведение, вы как будто находите нового друга».
После завершения сделки с RCA Records The Strokes организовали репетиции под руководством Джила Нортона, ранее продюсировавшего альтернативную рок-группу Pixies. Однако группа осталась недовольна результатами предварительных сессий, которые, по мнению музыкантов, звучали «слишком чисто» и «слишком претенциозно»; в итоге записанные с Нортоном три песни были убраны «в долгий ящик». Вместо этого музыканты пригласили продюсировать альбом Гордона Рафаэла, местом работы которого была студия Transporterraum, расположенная в нью-йоркском районе Ист-Виллидж. Студия представляла собой подвал с плохим освещением, однако, несмотря на плохую инфраструктуру, она была укомплектована современной звукозаписывающей аппаратурой, такой как Pro Tools и Digital Audio Workstation. Между музыкантами и продюсером сложились тёплые отношения — им импонировало то, что Рафаэл не пытался давить на них авторитетом и не навязывал своё мнение.
Перед началом записи было организовано прослушивание — Хаммонд и Касабланкас привезли с собой музыкальный материал, чтобы продемонстрировать продюсеру звучание и динамику, которые им нравились. Среди прочего, на встрече договорились оттолкнуться от всего, что происходило в музыкальной индустрии на тот момент, и действовать в совершенно другом направлении. Касабланкас хотел, чтобы The Strokes звучали как «группа из прошлого, которая совершила путешествие в будущее с целью записать этот диск». Сам процесс записи стал более продуманным по сравнению с дебютным The Modern Age. Музыканты стремились, чтобы большинство песен звучали так, как будто были сыграны вживую, а несколько оставшихся треков были, наоборот, записаны таким образом, чтобы звучать, как будто они «создавались в студии при помощи драм-машины, хотя никаких драм-машин не использовалось вовсе». Песни последнего типа записывались по одной аудиодорожке и аранжировались нестандартными для рок-музыки способами. Одним из центральных факторов, повлиявшим на концепцию альбома, было то, что Рафаэл являлся выходцем из жанра индастриальной музыки.

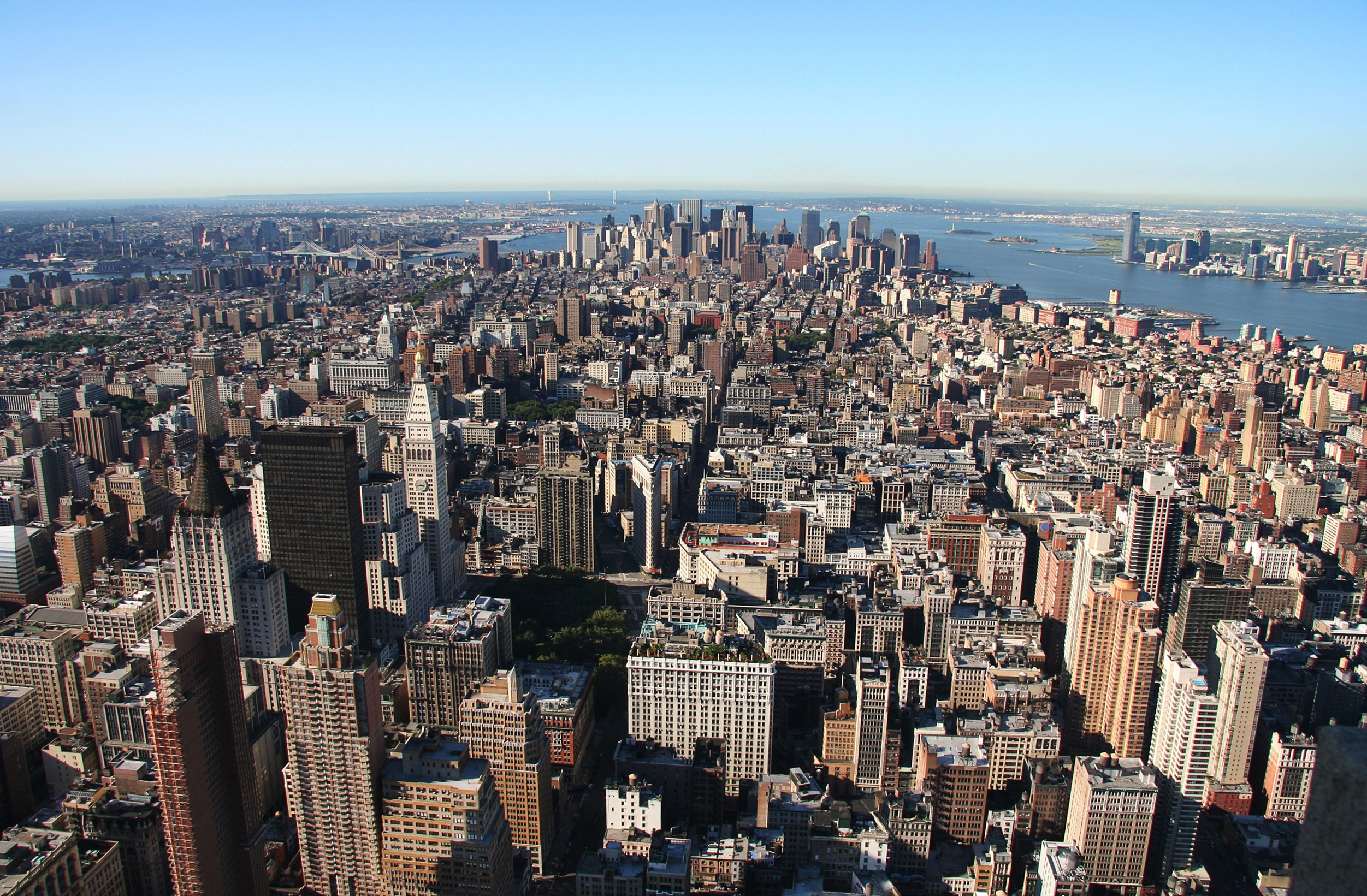
Тематика песен отражает наблюдения автора за жизнью молодёжи в Нью-Йорке

После шести недель студийной работы группа во время сессий начала стремиться к естественной «необработанности» звука. В большинстве случаев на песню отводился только один дубль — такому подходу отдавал предпочтение Касабланкас, называвший его «сырой эффективностью». Время от времени музыканты использовали педали эффектов фирмы RAT и применяли перегрузку усилителей — «извлекая звуки [из мелодии], разбирая их на составные части, а затем собирая обратно». Группа хотела, чтобы мелодии были лишь слегка подчёркнуты студийными эффектами и не вызывали ощущения перегруженности; широко использовались только дисторшн и ревербация. На протяжении всего процесса Рафаэл импровизировал, ориентируясь на реакцию участников группы. В определённый момент Transporterraum Studio — студии Рафаэла — грозило выселение, но после того, как The Strokes получили поддержку со стороны RCA Records, время и деньги перестали быть насущными проблемами. Представителю лейбла не понравился материал, записанный вначале, — ему показалось, что альбом будет недостаточно профессионален. Продюсер и музыканты получили полную свободу в работе над записью только после того, как Касабланкас воспроизвёл представителю лейбла часть нового материала на бумбоксе.
Музыканты, ориентируясь на методику продюсирования группы The Velvet Underground и прямолинейный подход панков The Ramones, использовали для записи барабанной установки только три микрофона, расположенные по следующей схеме: один над ней, один возле большого барабана и один в углу студии. Эта схема была разработана специально, чтобы записывался «сжатый, взрывной звук». По совету Моретти, записанные на эти микрофоны громкие звуки прочих инструментов не удалялись. Гитары были записаны проще; Хаммонд и Валенси использовали усилители Fender DeVille на противоположных сторонах комнаты, а Рафаэл ставил по одному микрофону возле каждого из них. Затем звук подавался непосредственно в предусилитель, без использования темброблока. Валенси позже называл неоценимым участие учителя игры на гитаре Боуэрсока — тот давал обращал внимание продюсера на вещи, которых сами музыканты не замечали. Во время записи композиций все музыканты пользовались функцией цифрового тайминга, а фронтмен пел через небольшой усилитель фирмы Peavey, чтобы альбом создавал атмосферу лоу-фая. Рафаэл занимался микшированием параллельно с записью треков, чтобы сохранить контроль над записью до финальной стадии мастеринга; продюсер стремился показать группе конечный вариант песни, как только музыканты заканчивали её запись.

## Музыка и тематика песен
Рассуждая о музыкальном содержании альбома, Касабланкас отмечал, что он «просто хотел сочинять музыку, которая могла бы найти отклик в сердцах людей». По словам фронтмена, группа стремилась писать музыку, которая понравится даже тем, кто ничего в ней не понимает, и которую оценят люди, которые в ней разбираются. При этом Альберт Хаммонд-младший подчёркивал, что коллектив стремился, чтобы их песни не звучали как «ромовая баба», то есть чтобы в них был мелодизм, но мелодизм рока (англ. «melody that rocks»).
Все композиции альбома микшировались с использованием небольшого количества аудиодорожек — не более 11. По словам Валенси, в альбоме нет «никаких уловок или трюков», вся цель которых — понравиться слушателям. Заглавный трек содержит простой строго ритмичный бит, что характерно и для других композиций записи. «Is This It» является одной из самых медленных композиций в репертуаре группы, так как музыканты стремились создать балладу. Схожая по темпу «The Modern Age» содержит монотонный гитарный рифф в сопровождении дополнительной барабанной партии. Отрывистый бит в куплетах этой песни чередуется с более ритмичными припевами, в первом из которых звучит гитарное соло. Комментируя звуковую простоту альбома и взвешенный подход к аранжировкам и эффектам, Валенси отметил: «Мы не добавляем гитарное соло просто ради его наличия». Композиция «Soma» также содержит отрывистый ритм и обладает особым строением, начинаясь и заканчиваясь одинаковой музыкальной фразой. В свою очередь, «Barely Legal» включает более мелодичные гитарные партии, навеянные музыкой брит-попа, а также ритмические рисунки, вдохновлённые звучанием примитивных драм-машин 1980-х годов.
Пятый трек — «Someday» — содержит элементы рокабилли и насыщен переплетающимися гитарными пассажами — что также характерно для альбома в целом. Мелодия трека «Alone, Together» исполняется стаккато, в её кульминации звучит соло, после чего повторяется основной гитарный хук песни. «Last Nite» также представляет собой трек, выстроенный вокруг гитары, однако в нём в большей степени чувствуется влияние поп-музыки. В его основе лежат партия ритм-гитары в стиле регги и нойз-эффекты, в то время как ритм-секция исполняет незамысловатые ноты и ритмы. Как и «Soma», «Hard to Explain» содержит барабанные партии, обработанные при помощи компрессора аудиосигнала и пропущенные через эквалайзер, чтобы заставить их звучать как драм-машина. Эта песня включает соединённые музыкальные отрезки, сыгранные Касабланкасом экспромтом, схожий приём использован также в композиции «New York City Cops». Предпоследний трек — «Trying Your Luck» — демонстрирует более меланхоличный вокал, а финальная композиция, «Take It or Leave It», стала единственной в альбоме, где Хаммонд задействовал бриджевый звукосниматель своей гитары Fender Stratocaster.
Сочинённые Касабланкасом тексты — это наблюдения за жизнью в Нью-Йорке и человеческими отношениями, формирующимися в условиях мегаполиса. Иллюстрирующая эту тему композиция «The Modern Age» — патетическая тирада о странности современной жизни. По словам вокалиста, он любит этот город, но пребывание в нём вызывает желание убраться оттуда. Музыкант считает, что дух и напряжение, свойственные Нью-Йорку, отразились на содержании альбома. Сюжет песни «Barely Legal» повествует о девушке, недавно достигшей половой зрелости. Комментируя выбор этой щекотливой темы, Моретти заявил: «Каждый интерпретирует песню по-своему. Текст будет иметь разный смысл для разных людей». Композиция «Alone, Together» продолжает сексуальную тематику и содержит намёки на куннилингус, а вопль в начале трека «New York City Cops» представляет собой пастиш на рок-группу Aerosmith. «Soma» навеяна романом «О дивный новый мир» писателя Олдоса Хаксли и фигурирующим в его сюжете вымышленным наркотиком сома. В этой песне Касабланкас размышляет на тему употребления наркотиков ради возможности вписаться в окружающий социум. Текст песни «Hard to Explain» посвящён теме некоммуникабельности. Во время студийных сессий Касабланкас также записал несколько треков с юмористическим содержанием, и впоследствии некоторые из этих шуток были использованы во время микширования альбома.

## Выпуск и продвижение

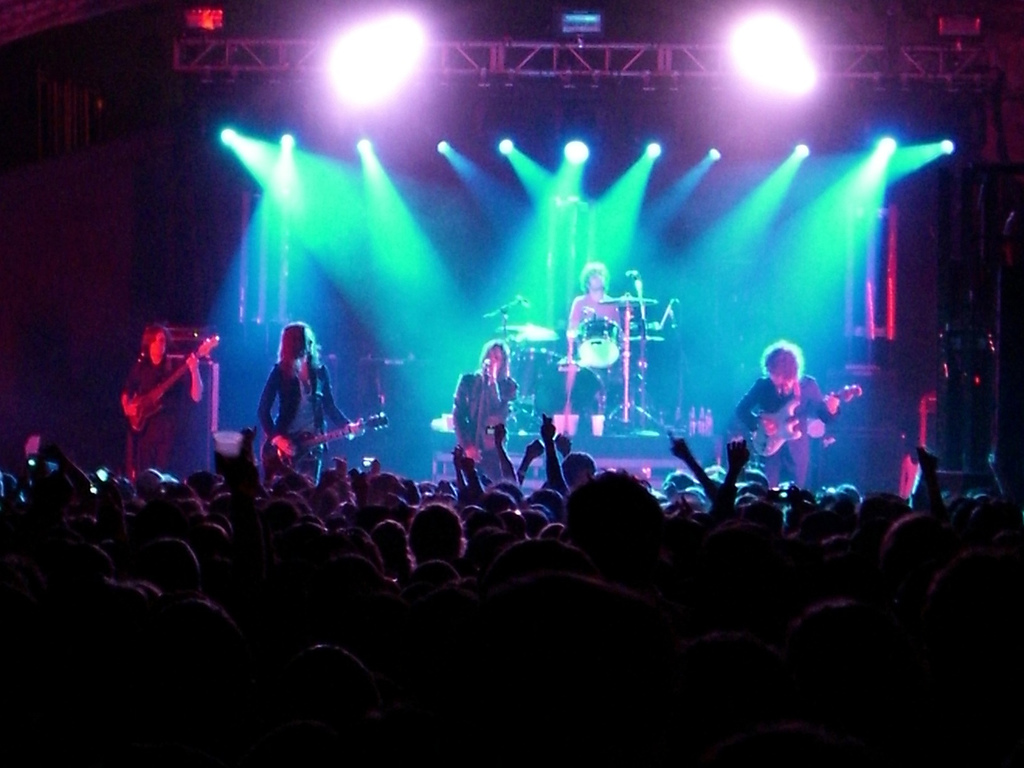
Выступление The Strokes на концерте, через день после фестиваля South by Southwest

После завершения записи The Strokes выступали в различных клубах Филадельфии каждую среду в течение всего мая. 15-го числа музыканты огласили список композиций нового альбома. В следующем месяце группа отправилась в турне по городам Ирландии и Великобритании в статусе хедлайнеров, билеты на большинство концертов были распроданы почти сразу после анонса. «Hard to Explain» был выпущен в качестве первого сингла 25 июня, в день начала гастролей. В интервью того периода Моретти говорил: «В Великобритании люди реагируют гораздо лучше … Я безумно рад вернуться, на каждом нашем выступлении люди получали большое удовольствие. Многие в Америке считают, что нам всё далось слишком легко, но в действительности они даже не слышали нашу музыку».
После выступления в Глазго Моретти получил травму и был госпитализирован со сломанной рукой. В итоге два из пяти последних концертов в Великобритании были отменены, подменить барабанщика был приглашён друг группы Мэтт Романо, который прилетел в Англию для участия в остальных выступлениях. Последовал пресс-релиз от Джинтлза, в котором отмечалось: «Музыканты выступят, только если будут уверены в результате на 100 %, так как они не собираются понижать планку качества для своих фанатов». Тем не менее, репетиции с Романо прошли успешно, и группа отыграла все запланированные выступления. 6 июля в эфире музыкальной передачи «Top of the Pops» прозвучали три их песни: концертная версия «Hard to Explain», её би-сайд «New York City Cops», а также вариант «Last Nite» из The Modern Age ЕР. The Strokes были хедлайнерами фестиваля T in the Park, состоявшегося в Шотландии 7 июля, заняв место выбывшей группы Weezer. Большую часть июля The Strokes провели в городах западного побережья Америки и Канады.
Is This It был выпущен в Австралии 30 июля 2001 года, на волне популярности группы после турне. Запись можно было прослушать на сайте австралийского дистрибьютора группы — BMG, и она оставалась доступна для ознакомления даже после выпуска компакт-диска. Джефф Трэвис — глава британского лейбла The Strokes Rough Trade — отмечал, что австралийское издание имело «специальное разрешение», в связи с этим был введён запрет на экспорт, чтобы гарантировать беспрепятственный релиз пластинки в остальном мире. Альбом был издан в Японии 22 августа, что было приурочено к двум выступлениям группы на местном фестивале Summer Sonic Festival; дата выхода пластинки в Великобритании, 27 августа, совпала с участием коллектива в фестивалях Рединга и Лидса. Террористические акты 11 сентября в Нью-Йорке стали причиной отмены выступления The Strokes на мероприятии CMJ Music Marathon, по той же причине местный релиз альбома был сдвинут с 25 сентября на 9 октября. Записанная по мотивам этих событий песня «When It Started» была выбрана в качестве замены треку «New York City Cops» на CD-версии альбома, так как группа была восхищена «доблестными действиями» городского департамента полиции во время трагедии. Виниловое издание сохранило оригинальный список композиций.

### Финансовые показатели
Альбом дебютировал на 2-й строчке британского чарта UK Albums Chart и добился хороших финансовых результатов — в первую неделю было продано 48 393 копии. В конце года лонгплей получил «золотую» сертификацию; к этому моменту он по-прежнему находился в британских чартах, занимая 71-е место. На родине музыкантов диск продемонстрировал более скромные показатели — он дебютировал на 74-й строчке с тиражом 16 000 экземпляров за первые семь дней. Однако выступление группы на популярном шоу «Saturday Night Live» повлекло за собой существенный рост продаж альбома — с октября по январь 2002 года в США реализовывалось по 20 000 дисков еженедельно. В итоге тираж лонгплея увеличился на 60 %, благодаря чему он поднялся с 63-й до 33-й позиции в хит-параде Billboard 200.
В феврале 2002 года альбом получил «золотой» статус в США, преодолев порог в 500 000 копий, к апрелю его продажи в Канаде составили более 50 000 экземпляров. В 2002 году лонгплей достиг «платинового» статуса в Великобритании и в Австралии, с тиражом в 300 000 и 70 000 копий соответственно. Продажи альбома вновь подскочили после переиздания его с бонус-диском — в США они составляли около 7000 экземпляров в неделю. К октябрю 2003 года лонгплей провёл 58 недель в чарте Billboard 200, а его американский тираж составлял более 900 000 копий; по всему миру было реализовано более 2 миллионов экземпляров альбома. В 2004 году он получил «платиновый» сертификат в Канаде, преодолев порог в 100 000 экземпляров. По состоянию на конец 2016 года продажи альбома составляли более 600 000 копий в Великобритании и более 1 миллиона в США.

## Обложка и название

То самое скандальное изображение альбома группы Spın̈al Tap, параллели с которым усмотрели некоторые критики

Фотография для обложки была сделана нью-йоркским фотографом Колином Лэйном. На ней изображена нижняя часть тела обнажённой женщины, её рука в кожаной перчатке опирается на бедро. Позже выяснилось, что моделью была бывшая девушка Лэйна и спонтанная фотосессия состоялась после того, как она вышла из душа. Фотограф отметил, что эту перчатку забыл в его квартире стилист и всего «было сделано около 10 снимков». «В этот момент я не испытывал какого-то вдохновения, просто пытался сделать сексуальное фото», — добавил он. Обложка попала в альманах The Greatest Album Covers of All Time. Комментируя этот выбор, один из его редакторов — Грант Скотт — отметил смелый дизайн фото и сравнил его с творчеством Хельмута Ньютона и Гая Бордина. Скотт подытожил, что фото можно расценивать либо как «стильное, ошеломляющее изображение, либо как пародию на сексистскую обложку альбома „Smell the Glove“». Первоначально британские торговые сети HMV и Woolworths высказывались против продажи альбома в его первоначальном виде, но в итоге он поступил к ним на реализацию без изменений.
Группа сознательно поступилась правилами грамматики, убрав знак вопроса из названия альбома, так как «это не выглядело правильным» с точки зрения эстетического восприятия. Буклет лонгплея содержал стилизованные фотографии музыкантов, продюсера, а также Джентлза и Боуэрсока, все они были сделаны Лэйном. Обложка американского издания, выпущенного в октябре 2001 года, была изменена на психоделическое изображение субатомных частиц, сфотографированных в пузырьковой камере. По словам менеджера RCA Дэйва Готлиба, «это решение было сознательным шагом группы», а Джентлз утверждал, что Касабланкас хотел, чтобы именно такое изображение было на изданиях альбома во всём мире. Джентлз вспоминал, что фронтмен позвонил ему перед релизом пластинки в Европе и Японии и сказал: «Я нашёл кое-что даже получше фотографии задницы». Однако к тому времени фотография Лэйна уже ушла в тираж, и первая партия альбома, выпущенная в июле и августе 2001 года, содержала оригинальную обложку. Впоследствии музыканты упоминали опасения бойкота со стороны консервативного руководства торговой отрасли и правого лобби Америки в качестве причины изменения изображения на обложке. В 2017 году журнал NME присудил скандальной фотографии 6-е место в своём рейтинге «22 лучшие обложки XXI-го века».

## Отзывы критиков
| Совокупная оценка             | Совокупная оценка |
| Источник                      | Оценка            |
| ----------------------------- | ----------------- |
| Metacritic                    | 91/100            |
| Оценки критиков               |                   |
| Источник                      | Оценка            |
| AllMusic                      | [ 57 ]            |
| Blender                       | [ 58 ]            |
| Entertainment Weekly          | A−                |
| The Guardian                  | [ 60 ]            |
| NME                           | 10/10             |
| Pitchfork Media               | 9.1/10            |
| Q                             | [ 63 ]            |
| Rolling Stone                 | [ 64 ]            |
| The Rolling Stone Album Guide | [ 65 ]            |
| The Village Voice             | A−                |

Альбом получил восторженные отзывы от критиков; его рейтинг на сайте Metacritic составляет 91 % на основе 26 рецензий. Джо Леви из Rolling Stone назвал альбом «материалом, из которого создают легенды», самым светлым и сильным из всего, что ему довелось услышать за последний год. Критик Роберт Кристгау в своей статье для The Village Voice описал The Strokes как «потрясающий грув-ансамбль», отметив, что их «бит грохочет, сталкивается и распадается по-панковски лаконично и с грубой кажущейся простотой». Издание NME присудило пластинке высший балл — 10, автор материала Джон Робинсон охарактеризовал Is This It как один из лучших дебютных гитарных альбомов за последние 20 лет. С другой стороны, Джон Монкс из журнала Stylus посетовал, что альбом слишком поверхностен, чтобы когда-либо в будущем достичь статуса классического. Обращаясь к этой же теме, автор ещё одного положительного обзора — Дэвид Браун из Entertainment Weekly — заявил, что, хотя он не знает, действительно ли будущее за этой группой, в текущий момент её творчество оставляет правильное впечатление.
В своей рецензии для журнала Blender Марк Лепаж сравнивал этот альбом с записями групп The Velvet Underground, Television и The Feelies. Публицист издания Pitchfork Media Райан Шрайбер также отметил влияние The Velvet Underground, однако посчитал, что сходство дебютантов с другими группами исчерпывается одинаковой степенью уверенности в себе во время исполнения. В свою очередь, обозреватель портала AllMusic Хизер Фарес пришла к выводу, что «их обращение к высокой музыкальной моде и безукоризненный выбор объектов для подражания … делают из группы „любимцев критиков“. Но, как и получавшие в прошлом такие же похвалы Elastica и Supergrass, The Strokes не просто воспроизводят вдохновившее их звучание, а переделывают его по своему образу и подобию».
Ряд изданий объявил Is This It лучшим альбомом года. Среди этих изданий были Billboard, CMJ, Entertainment Weekly, NME, Playlouder и Time. Журналы Magnet, Q, и The New Yorker также включили запись в неупорядоченные рейтинги лучших пластинок. Кроме того, лонгплей занял высокие позиции в итоговых списках других СМИ, отметившись на 2-м месте в шотландской The Herald, на 3-м в Mojo, на 5-м в The New York Times, на 8-м в USA Today, на 9-м в The Boston Phoenix и на 10-м в Kludge. Диск занял 2-е место в ежегодном опросе критиков Pazz & Jop, уступив только альбому Боба Дилана Love and Theft. В 2002 году Is This It был назван лучшим альбомом на церемонии NME Awards, а также стал лауреатом премии Meteor Music Awards в категории «Лучший иностранный альбом». Кроме того, он был отмечен статуэткой Brit Awards в номинации «Лучшая новая иностранная группа». В том же году The Strokes стали триумфаторами церемонии NME Awards в категории «Группа года» и «Лучший новый коллектив», в этой же категории они были номинированы на соискание приза MTV Europe Music Awards.

## Наследие

### Влияние
«Вероятно, это наиболее значимый рок-альбом последних 10 лет: он сместил дух времени с ню-метала, восстановил верховенство нео-нью-вейва и был главным катализатором влияния на группу Arctic Monkeys».

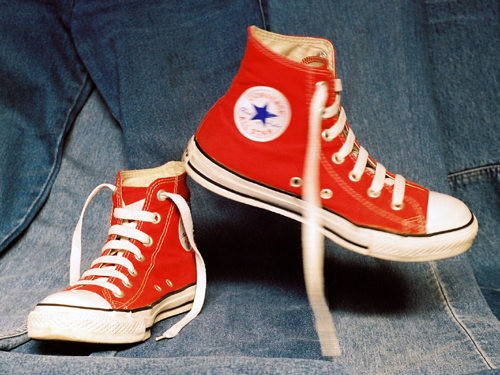
Детали имиджа The Strokes — обувь фирмы Converse и зауженные джинсы — оказали влияние на модную индустрию

Многие профильные СМИ связывали с появлением альбома Is This It возвращение интереса публики к рок-музыке, начало «нового рок-бума» и частичную реабилитацию жанра после 90-х. Так, по мнению Гэри Малхоллэнда из The Observer, релиз Is This It был «моментом, изменившим мир»; рецензент отмечал, что его воздействие как собственно на музыку, так и на моду на хорошую одежду было «мгновенным и драматичным». В схожем ключе высказывался радиоведущий Зейн Лоу (BBC Radio 1), констатируя, что альбом сдвинул общественный интерес с диджеев и поп-музыки к «гитарам и узким джинсам», став «образцом для современного рок-н-ролла». Обозреватель британского журнала FACT Тэм Ганн дал записи похожую оценку, заявив, что лонгплей «вызвал кардинальные изменения» в мейнстримовой музыке США и Великобритании, а Энтони Миччо из Stylus писал, что успех The Strokes создал условия для коммерческого процветания других представителей новой волны. По мнению редакции Rolling Stone, триумф Is This It стал источником вдохновения для «небрежного бунта» в Великобритании во главе с The Libertines и Arctic Monkeys, а также отразился на музыкальной сцене США, повлияв на успех таких групп, как Kings of Leon. Впоследствии The Libertines, чей дебютный диск Up the Bracket также считался одной из самых влиятельных записей десятилетия и преподносился как «британский ответ „Is This It“», отмечали, что именно The Strokes «сделали всё это возможным». В своей статье «50 альбомов, изменивших мир» редакция The Observer приходит к заключению, что многочисленные последователи The Strokes, такие как Franz Ferdinand и The Libertines, не добились бы столь серьёзного успеха, если бы те не вернули рок-музыке её былую жизнерадостность. Спустя годы бас-гитарист группы Kings of Leon Джаред Фоллоуилл вспоминал, что этот альбом был одной из главных причин, по которой он захотел создать группу: «Заглавная песня была среди первых басовых партий, которую я разучил… Мне тогда было лет 15». Напротив, фронтмен Arctic Monkeys Алекс Тёрнер рассказывал, что после частых прослушиваний Is This It в колледже он старался не сочинять песни, слишком похожие на The Strokes, так как это уже делали многие группы.
«В „Is This It“ всё происходит очень быстро — влечение, секс и разочарование. The Strokes выпустила всего четыре альбома, но успели устроить небольшую панк-революцию в Англии, где по их стопам пошли The Libertines и Arctic Monkeys».
По словам Джеда Готтлиба из Boston Herald, хотя Is This It оказал существенное влияние в музыкальном плане, его самый большой успех заключался в обновлении музыкальной индустрии, повышении интереса к представителям AOR и стимулировании альтернативных рок-коллективов. Ганн связывал популярность альтернативной музыки в британских чартах первого десятилетия нового века именно с влиянием Is This It, хотя, по его словам, «подражатели» так и не смогли сравняться с The Strokes во внимании к деталям и в искренней эмоциональности. Гэри Малхоллэнд добавлял, что даже поп-звезды того десятилетия, которые заново открыли для себя диско, электронику и синти-поп, в долгу перед этой записью, так как её коммерческий успех «мгновенно превратил все позабытые арт-поповые эксперименты конца 70-х — начала 80-х в материал, готовый к открытию заново». Хэмиш Макбэйн из NME отмечал, что «западный мир расстался с прошлым и теперь танцует в ритме „Is This It“», а рецензент портала Pitchfork Media Вил Джо Колли прямо написал, что подобное чудо возможно только один раз. Ганн также затронул эту мысль, сославшись на то, что статус Is This It как самой влиятельной гитарной записи начала XXI века — это «палка о двух концах», так как материал подражателей был низкого качества, однако это не должно подвергать сомнению важность оригинала — лучшего поп-альбома десятилетия.
Кроме того, альбом способствовал возвращению рока в модную индустрию и отразился на т. н. «духе времени». Так, фирма Converse, которая в начале века находилась на грани банкротства, со временем извлекла пользу из популярности The Strokes, чьи музыканты носили на сцене кеды коллекции «Chuck Taylor All-Stars». В 2008 году руководство Converse пригласило Джулиана Касабланкаса поучаствовать в рекламной кампании их обуви вместе с Сантиголд и Фарреллом Уильямсом. По словам музыкального журналиста Филиппа Манэвра, «даже если „Is This It“ не изменил вашу жизнь, по крайней мере, он изменил ваш гардероб». Впоследствии бренд Fred Perry тоже стал привлекать к сотрудничеству некоторые рок-группы, а шведская фирма H&M выпустила коллекцию футболок с изображениями культовых панков The Ramones и The Clash.

### Достижения
В 2003 году альбом занял 7-е место с рейтинге журнала NME «100 лучших альбомов всех времён», а позже их американские коллеги из Rolling Stone присудили диску 199-ю позицию в аналогичном списке — «500 величайших альбомов всех времён». В 2005 году Is This It замкнул список «100 величайших альбомов: 1985—2005» журнала Spin, а в их же рейтинге «50 лучших альбомов 2000—2005» альбом занял 4-е место. Годом позже лонгплей отметился на 48-й строке списка газеты The Observer «50 альбомов, которые изменили музыку», в свою очередь, британское издание Mojo присудило диску 33-е место в рейтинге «100 альбомов, ставших современной классикой: 1993—2006». В 2007 году редакция журнала Q отметила запись на 21-й строчке в голосовании «21 альбом, который изменил музыку». В следующем году лонгплей занял 34-е место в рейтинге американского журнала Entertainment Weekly «100 лучших альбомов: 1983—2008». Два трека из альбома попали в список «500 лучших песен 2000-х годов» портала Pitchfork: «Someday» (53-е место) и «The Modern Age» (135-е место).
В 2009 году Is This It занял 1-е место среди лучших альбомов десятилетия по версии журнала NME, опередив диск Up the Bracket группы The Libertines, и 2-е место в аналогичном списке журнала Rolling Stone, уступив пластинке Radiohead Kid A. Редакция FACT в 2010 году поставила диск The Strokes на второе место в рейтинге «100 лучших записей десятилетия» (первое занял диск группы Burial Untrue), а редакция журнала Billboard в своём списке «20 лучших альбомов десятилетия» отдала ему третью строчку за год до этого. В схожем списке от The Observer лонгплей фигурирует под номером 4, в то время как Uncut поставил его на строчку ниже (5) в голосовании «150 лучших альбомов XXI века». Редакция Times присудила диску 6-е место в списке «100 лучших поп-альбомов десятилетия», а портал Pitchfork Media поместил его на 7-е место рейтинга «200 лучших альбомов 2000-х». В 2010 году Is This It занял 6-ю строчку в списке «Лучших альбомов прошлого десятилетия» по мнению журнала Stylus. Кроме того, запись фигурирует в альманахах «1000 Albums To Hear Before You Die» и «1001 Albums You Must Hear Before You Die».
В рейтинге журнала NME «500 лучших песен всех времён» фигурируют песни три песни из Is This It: «Last Nite» (5-е место), «Someday» (118-е), и «New York City Cops» (492-е). Кроме того, в списке того же издания «150 лучших песен за последние 15 лет» треки «Last Nite» и «Hard To Explain» заняли 4-е и 36-е места соответственно.
| Издание/Автор                       | Страна         | Рейтинг                                                   | Год  | Место |
| ----------------------------------- | -------------- | --------------------------------------------------------- | ---- | ----- |
| Entertainment Weekly                | США            | 100 лучших альбомов c 1983—2008 гг.                       | 2007 | 34    |
| The Guardian                        | Великобритания | 1000 альбомов, которые нужно услышать, прежде чем умереть | 2007 | *     |
| The Guardian                        | Великобритания | 100 лучших альбомов XXI века                              | 2019 | 2     |
| Les Inrockuptibles                  | Франция        | 100 лучших альбомов десятилетия                           | 2010 | 2     |
| New Musical Express                 | Великобритания | 100 лучших альбомов десятилетия                           | 2009 | 1     |
| New Musical Express                 | Великобритания | 100 лучших альбомов всех времён                           | 2003 | 7     |
| New Musical Express                 | Великобритания | 500 величайших альбомов всех времён                       | 2013 | 4     |
| NPR                                 | США            | 50 наиболее значимых записей десятилетия                  | 2009 | *     |
| The Observer                        | Великобритания | 50 альбомов, которые изменили музыку                      | 2006 | 48    |
| Pitchfork                           | США            | 200 лучших альбомов десятилетия                           | 2009 | 7     |
| Q                                   | Великобритания | 100 величайших альбомов всех времён                       | 2006 | 26    |
| Rolling Stone                       | США            | 100 лучших альбомов десятилетия                           | 2009 | 2     |
| Rolling Stone                       | США            | 500 величайших альбомов всех времён                       | 2003 | 199   |
| Spin                                | Великобритания | 100 лучших альбомов с 1985—2005 гг.                       | 2005 | 100   |
| Uncut                               | Великобритания | 150 лучших альбомов десятилетия                           | 2009 | 5     |
| Volume                              | Франция        | 200 записей, которые изменили рок-музыку                  | 2008 | *     |
| Жиль Верлант и Томас Коссе          | Франция        | 200 лучших альбомов в истории рока                        | 2009 | *     |
| Филипп Манэвр                       | Франция        | 101 альбом, который изменил мир                           | 2005 | *     |
| (*) означает неупорядоченный список |                |                                                           |      |       |

## Полемика

Некоторые СМИ критиковали хулиганский имидж группы, отмечая его искусственность: «Музыканты были из обеспеченных семей»

Некоторые критики ставили под сомнение образ «спасителей рока», используемый редакцией NME по отношению к The Strokes, в частности, из-за того факта, что двое участников группы — Джулиан Касабланкас и Альберт Хаммонд-младший — познакомились во время учёбы в престижной швейцарской школе. Отцом Хаммонда был известный британский музыкант Альберт Хаммонд-старший, а Джулиан Касабланкас был сыном Джона Касабланкаса — основателя модельного агентства Elite. В связи с этим их реальный статус «рождённых с серебряной ложкой во рту» контрастировал с образом «уличной шпаны», преобладающим на фотографиях коллектива. Инцидент с заменой песни «New York City Cops» после событий 11 сентября, по инициативе самой группы, а не рекорд-лейбла, также демонстрировал, что рокеры-бунтари на самом деле были «пай-мальчиками». По мнению музыкальных журналистов Жиля Верланта и Тома Коссе, «бунтарство The Strokes — без сомнения всего лишь сценический образ», но это не умаляет их талантов.
Помимо стиля, критике подверглись концертные выступления группы. Большинство песен, сыгранных вживую, были всего лишь точным повторением студийных версий, кроме того, музыкантам не хватало динамичности и они мало общались с публикой. После их выступления в парижском Maison de la Mutualité (18 марта 2002 года), которое длилось менее 50 минут (вдобавок, группа не вышла «на бис»), некоторые журналисты язвительно замечали, что «The Strokes не похожи на королей сцены». Даже Стив Ралбовски, который был инициатором подписания контракта группы с лейблом RCA Records, скептически отзывался о ранних концертах The Strokes в клубе Mercury Lounge, отмечая, что они не поразили его музыкальными навыками, а внешне сильно походили на группы из 1970-х, выступавшие на сцене Max's Kansas City.
Впоследствии Альберт Хаммонд-младший признавал, что, хотя альбом достаточно быстро получил «золотой» статус (февраль 2002 года), продажи лонгплея в США не в полной мере оправдали их ожидания. По словам Райана Джентлза, на это могли повлиять сомнительные маркетинговые решения в период продвижения пластинки, особенно когда музыканты отказались выступать на церемонии MTV Video Music Awards 2002 года после того, как организаторы попросили их подняться на сцену с группами The Hives и The Vines для импровизированной «битвы гаражного рока». Джулиан Касабланкас объяснил это решение различием их музыкальных стилей, при этом подчёркивая отсутствие каких-либо личных мотивов.
Ряд СМИ высказывал мнение, что многочисленные дифирамбы альбому в прессе возникли из-за повышенного внимания к нему со стороны журнала NME. Так, Жиль Верлан и Тома Коссе считали, что выходу лонгплея предшествовала «хайповая кампания в СМИ». В свою очередь, редакция газеты Libération отмечала, что Is This It был очередным примером, когда англоязычная пресса раскрутила группу, которая, по их мнению, должна была перевернуть историю рок-н-ролла. Кроме того, многие указывают на благоприятный момент релиза пластинки — никто не ждал появления в роке чего-то подобного: «Blur и Oasis были движущей силой жанра в 1990-е, а The White Stripes к тому моменту уже выпустили три альбома».
В статье 2011 года «Как Is This It изменил музыку к худшему» в NME публицист Джон Доран использовал пародийную анаграмму — «It Is Shit» (англ. «Это дерьмо»). По словам автора, группа напоминала ему «Suicide, но без смерти, The Velvet Underground, но без садомазохизма, и Television, но без мастерства». Тем не менее, Доран отметил, что альбом был «не совершенно ужасен» и в нём присутствовала одна песня, которая скрашивала общую картину — «Hard to Explain», «но даже она вряд ли бы попала на намного лучшую пластинку „Turn on the Bright Lights“ группы Interpol», релиз которой состоялся годом позже. Автор также отметил композицию «Last Nite», назвав её «довольно неплохой», но, по словам Дорана, ему больше нравится её «старый вариант» — «American Girl», записанный Томом Петти в 1977 году (по словам самого Петти, впоследствии The Strokes признавали влияние «American Girl» на создание трека «Last Nite»). Кроме того, Джон Доран подчёркивал двойственность воздействия альбома на музыкальную индустрию, отмечая его отрицательную сторону. Во-первых, запись дала зелёный свет множеству инди-групп, сочиняющих песни для распева аудиторией на стадионах и отдающих предпочтение стилю над содержанием. Доран включил в этот список, среди прочих, The Killers, Kings Of Leon и Black Rebel Motorcycle Club; эти и другие подобные группы, по его словам, «сгладили все шероховатости» канонического рока, чтобы сделать его более удобоваримым для массового потребления. Кроме того, пишет Доран, для исполнителей британской инди-сцены Is This It стал образцом «пропитанной пивом посредственности, бездумного наркотического опьянения и музыки, низведённой до подчинённого положения по отношению к шаблонным тряпкам из комиссионки и заученного урбанистического томления». Таким образом, «дебильные» команды, вроде Razorlight и Dirty Pretty Things, монополизировали внимание прессы в ущерб «отличным группам» из Нью-Йорка, таким как Liars и Black Dice. По мнению автора, ситуацию лишь в какой-то мере исправил выход в 2007 году альбома Sound of Silver (2007) электроклэш-коллектива LCD Soundsystem.

## Кавер-версии, пародии и трибьюты
Материал альбома пользовался популярностью у других эстрадных исполнителей, впоследствии на него было создано большое количество кавер-версий. Так, вскоре после релиза Is This It был спародирован группой The Diff’rent Strokes, которая выпустила мини-альбом под названием Is This Isn’t. Название группы было отсылкой к одноимённому телевизионному ситкому. Is This Isn’t содержал четыре инструментальных трека — «Last Nite», «Hard to Explain», «The Modern Age» и «Is This It» — и был издан на лейбле Guided Missile Recordings. Помимо самих песен, также была спародирована обложка пластинки, на ней был изображён пластиковый манекен (наподобие конструктора Playmobil) в похожей позе. Имена музыкантов, участвовавших в работе над альбомом, так и остались неразглашёнными.

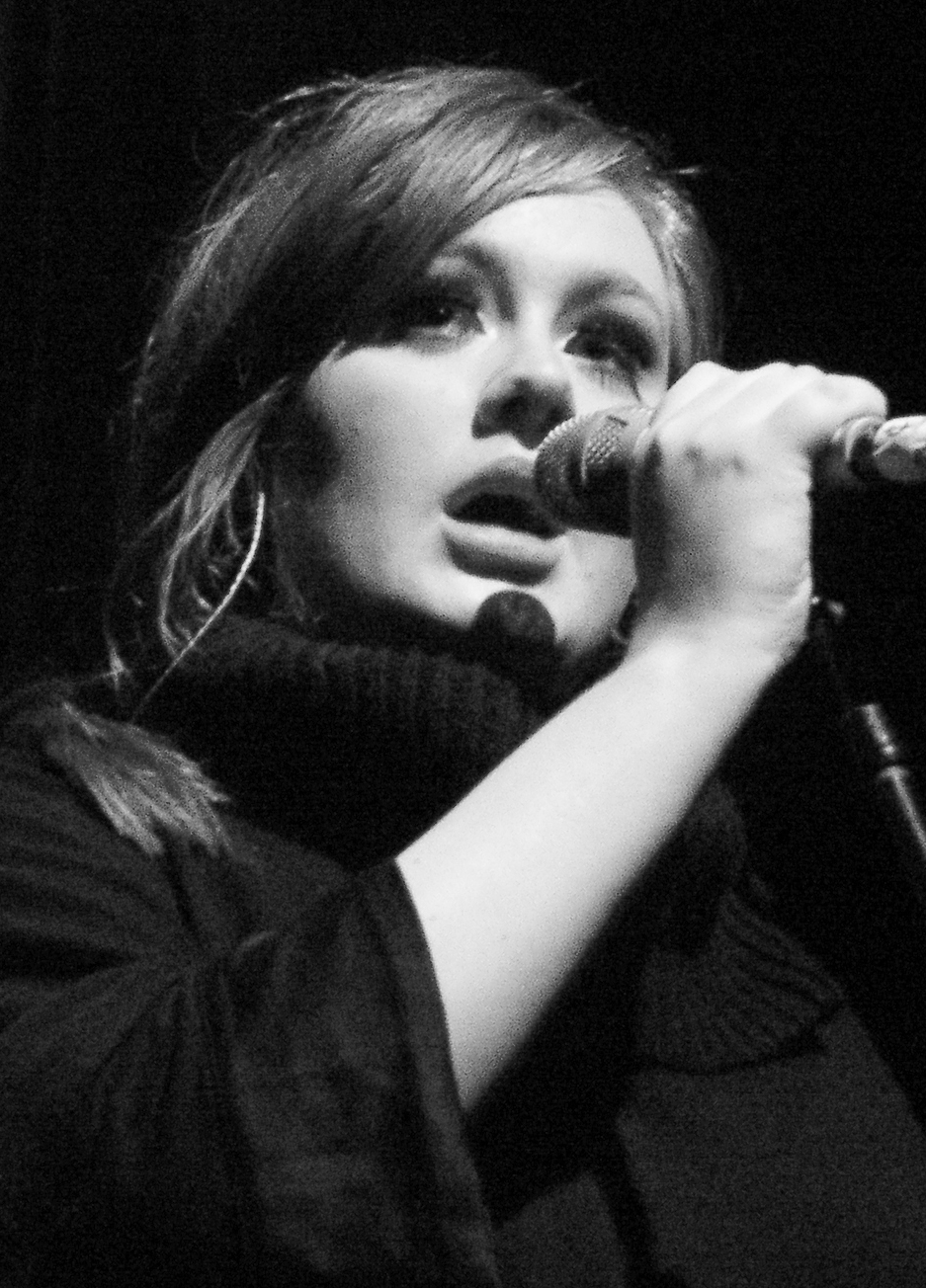
Одной из самых популярных композиций The Strokes является «Last Nite», певица Адель была в числе тех, кто перепел эту песню

В 2002 году певец Райан Адамс записал четыре из песен Is This It в блюзовой обработке. Несмотря на энтузиазм поклонников, а также Альберта Хаммонда-младшего, который заявлял, что очень хотел бы услышать эту версию, материал так и не был издан. Тем не менее, впоследствии в Интернет попал концертный вариант перепетого им трека «Last Nite». В 2010 году американский квартет Vitamin String Quartet выпустил альбом Vitamin String Quartet Performs the Strokes, который содержал семь композиций с первых трёх пластинок The Strokes. Дебютная была представлена треками «Hard to Explain», «Is This It», «Last Nite» и «New York City Cops». Кроме того, диск включал песни «12:51», «Reptilia» (Room on Fire) и «Juicebox» (First Impressions of Earth).
В 2011 году музыкальный блог Stereogum представил для бесплатного скачивания трибьют-альбом Is This It, посвящённый десятилетию оригинальной записи. В работе над проектом принимали участие такие инди-исполнители, как Peter Bjorn and John, Austra, Real Estate и Оуэн Паллетт. В том же году бразильский сайт Rock’n’Beats опубликовал ещё один трибьют, посвящённый юбилею пластинки, — Is This Indie в формате потокового медиа. Он был записан исключительно бразильскими музыкантами.
Большое количество кавер-версий было записано на песню «Last Nite». В 2003 году американская группа The Detroit Cobras перепела эту композицию для своего сборника Stop Me if You Think You’ve Heard This One Before…. В том же году певица Vitamin C выпустила свой вариант песни на сингле. В 2007 году группа The Jumbonics записала кавер-версию этого трека для альбома Talk to the Animals, добавив в мелодию элементы соула и фанка. В 2008 году Адель исполняла песню во время эфира на BBC Radio 1. Помимо этого, рэпер Pigeon John выступил с акустической адаптацией этой песни на австралийской радиостанции Triple J. Композиция также включена в пародийное попурри «Angry White Boy Polka» американского музыканта «Странного Эла» Янковича. Кроме того, кавер-версию песни «Last Nite» записывала канадская группа Royal Cityen.
В 2007 году группа Arctic Monkeys исполнила композицию «Take It or Leave It» во время телевизионного шоу «Taratata». В мае 2013 года The Killers спели отрывок трека «Is This It» на концерте в Бруклине. Американская певица Азалия Бэнкс записала кавер-версию песни «Barely Legal», а музыкант Джеффри Льюисом перепел композицию «The Modern Age» для би-сайда своего сингла «Back When I Was 4». Семпл из песни «Someday» был использован хип-хоп дуэтом Rizzle Kicks («When I’m Bigger»), а также рэпером Rhymefest («Devil’s Pie»). Помимо этого, кавер-версия песни «Hard To Explain» фигурирует в дебютном альбоме французской инди-группы Les Shades в качестве бонуса.

## Список композиций
Автор текстов — Джулиан Касабланкас, музыка — The Strokes.
| №   | Название              | Длительность |
| --- | --------------------- | ------------ |
| 1.  | «Is This It»          | 2:35         |
| 2.  | «The Modern Age»      | 3:32         |
| 3.  | «Soma»                | 2:38         |
| 4.  | «Barely Legal»        | 3:58         |
| 5.  | «Someday»             | 3:07         |
| 6.  | «Alone, Together»     | 3:12         |
| 7.  | «Last Nite»           | 3:18         |
| 8.  | «Hard to Explain»     | 3:48         |
| 9.  | «New York City Cops»  | 3:36         |
| 10. | «Trying Your Luck»    | 3:28         |
| 11. | «Take It or Leave It» | 3:16         |

## Участники записи
В создании альбома приняли участие:
| The Strokes - Джулиан Касабланкас — вокал - Ник Валенси — соло-гитара - Альберт Хаммонд-младший — ритм-гитара - Николай Фрейчур — бас-гитара - Фабрицио Моретти — ударные | Студийный персонал - Джей Пи Боуэрсок — консультант - Грег Колби — мастеринг - Гордон Рафаэл — продюсер, сведение Дизайн - Колин Лейн — фотографирование, иллюстрации - Европейская организация по ядерным исследованиям — фотография на обложке американской версии альбома |

## Позиции в чартах и сертификация
| Чарт (2001—2002)   | Высшая позиция |
| ------------------ | -------------- |
| Австралия          | 5              |
| Бельгия (Фландрия) | 47             |
| Великобритания     | 2              |
| Германия           | 28             |
| Нидерланды         | 54             |
| Новая Зеландия     | 23             |
| Норвегия           | 2              |
| США                | 33             |
| Финляндия          | 23             |
| Франция            | 19             |
| Швеция             | 3              |

| «Hard to Explain»                        | 27 | 16 | —  |
| «Last Nite»                              | 5  | 14 | 47 |
| «Someday»                                | 17 | 27 | —  |
| «—» означает, что сингл не попал в чарт. |    |    |    |

| Страна         | Статус        | Тираж     |
| -------------- | ------------- | --------- |
| Австралия      | Платиновый    | 70,000    |
| Великобритания | 2× Платиновый | 600,000   |
| Канада         | Платиновый    | 100,000   |
| США            | Платиновый    | 1,000,000 |